# CSS Nite
CSS Nite（シーエスエス・ナイト）は、当初はCSSをはじめとしたウェブ標準にまつわるテーマで中心としたウェブデザイナーを対象としたイベントであったが、現在ではウェブデザインやウェブマーケティングに関するテーマを総合的に扱う業界最大規模のイベントとなっている。主催は株式会社スイッチ。2005年10月から開催されている。
なお、NiteはNightのスラング的表現である。

## イベント形態
Apple Store Ginzaで毎月第3木曜日の19時から開催されていたマンスリーイベントが元になっており（現在では終了）、数百名規模の大規模な東京版LP、小規模な東京版After Darkのほか、大阪、名古屋、札幌など日本の各地で地方版が開催されている。2017年3月の時点では日本国外での開催実績もある。
2005年から開催されている。
- 2011年8月：200回以上開催、延べ3万人超の参加者[1]。
- 2017年3月：関連イベントを含め500回以上開催、延べ6万人の参加者[3]。

## CSS Nite
毎月第3木曜日の19時からApple Store Ginzaで開催されていたマンスリーイベント。2005年10月20日のVol.1から2007年3月15日のVol.18までの18ヶ月間開催され、マンスリーイベントとしての幕をいったん閉じた。
現在、マンスリーではなく、隔月程度の開催ペースになっているが、アップルストア銀座でのCSS Niteは2011年9月開催分でVol.59となっている。
なお、ほかの開催分と区別するため、Vol.21からCSS Nite in Ginza, Vol.21のように表記を変更している。

## CSS Nite LP
時間枠を拡大した有料イベント。テーマをもうけ、不定期に開催される。
1. CSS Nite LP, Disk 1（2006年10月10日開催、テーマ：ブラウザ）
2. CSS Nite LP, Disk 2 "Dreamweaver CC"（2006年12月8日開催、テーマ：Dreamweaver）
3. CSS Nite LP, Disk 3 "Coder's High"（2007年5月12日開催、テーマ：コーディング/マークアップ）
4. CSS Nite LP, Disk 4 "Web Directions NEXT"（2007年10月6日開催、テーマ：Webディレクション）
5. MT4LP5（2008年4月5日開催、テーマ：企業サイト構築におけるCMSとしてのMovable Typeの活用）
6. CSS Nite LP, Disk 6「CMSリベンジ編」（2009年6月27日開催、テーマ：Movable Typeの代替としての国産CMS）
7. CSS Nite LP, Disk 7「IAスペシャル」（2009年9月12日開催、テーマ：Web情報アーキテクチャ）
8. CSS Nite LP, Disk 8「Google Analyticsを使ったWebアクセスログ解析とサイトへの反映」 （2010年1月）
9. CSS Nite LP, Disk 9「Coder's Higher」 （2010年4月開催）
10. CSS Nite LP, Disk 9.2 reprise（再演版） （2010年6月開催）
11. CSS Nite LP, Disk 10「SEOの棚卸し」 （2010年7月開催）
12. CSS Nite LP, Disk 11「Designer's High」Part 1 （2010年10月開催）
13. CSS Nite LP, Disk 12「Designer's High」Part 2 （2010年11月開催）
14. CSS Nite LP, Disk 13「スマートフォン特集（1）iPhone/iPad編」（2011年1月開催）
15. CSS Nite LP, Disk 13：reprise（再演版） （2011年2月開催）
16. CSS Nite LP, Disk 14：Photoshopper meets Fireworks （2011年3月開催）
17. CSS Nite LP, Disk 15「ソーシャルメディア特集」（2011年5月開催）
18. CSS Nite LP, Disk 16「スマートフォン特集（2）Android編」（2011年6月開催）
19. CSS Nite LP, Disk 17「HTML5による電子書籍」（2011年9月開催）
20. CSS Nite LP, Disk 18「その先にあるjQuery」（2011年9月開催）
21. CSS Nite LP, Disk 19「アクセス解析：事例紹介とGoogleアナリティクス新機能」（2011年10月開催予定）
22. CSS Nite LP, Disk 19 reprise（2011年10月開催予定）
23. CSS Nite LP, Disk 20「Webデザイン行く年来る年（Shift5）」（2011年12月開催予定）

LP（エルピー）はLPレコードに由来する（Long Playの略）。CSS Nite LP, Disk 7は「LP7」のように省略される。
reprise（リプライズ）は再演版を意味する。

## 東京以外の都市での開催
東京以外では以下のような都市（地域）で開催されている。
- 札幌
- 青森
- 仙台（宮城）
- 秋田
- 山形
- 福島
- 新潟
- 富山
- 石川
- 福井
- 甲府（山梨）
- 信州（長野）
- 静岡
- 名古屋（愛知）
- 京都
- 大阪
- 神戸
- 岡山
- 広島
- 徳島
- 高松（香川）
- 松山（愛媛）
- 土佐（高知）
- 福岡
- 長崎
- 熊本
- 宮崎

## スペシャルイベント

### Web標準の日
2006年7月15日、株式会社ミツエーリンクスが運営するWeb標準BlogとCSS Niteが共同で開催。

### Web標準の日々
2007年7月15日、7月16日の2日間、デジタルハリウッドの後援で、秋葉原のデジハリ関連の3つの建物で「The Days of Web Standards 2007［Web標準の日々］」を開催。延べ参加人数1,000名以上を記録。

### そのほか
さまざまな団体や企業とコラボレーション企画を開催。

## CSS Nite運営に関する批判と議論
2007年7月、CSS Nite運営に対する批判が生じ、運営会社が収支概算を公開するなどの対応を行った。